# زیردریایی یو-۴۴۴
زیردریایی یو-۴۴۴ (به انگلیسی: German submarine U-444) یک زیردریایی بود که طول آن ۶۷٫۱ متر (۲۲۰ فوت ۲ اینچ) بود. این زیردریایی در سال ۱۹۴۲ ساخته شد.